# Aeroportul Omboue Hospital
Aeroportul Omboue Hospital (IATA: OMB, ICAO: FOOH) este un aeroport din Gabon ce deservește zona Omboué⁠(d). A fost numit după zona deservită.
Situat la o altitudine de 10 m, aeroportul dispune de o singură pistă.